# Matanza de Cholula
La matanza de Cholula fue un ataque realizado por las fuerzas militares de Hernán Cortés en su trayecto a la ciudad de México-Tenochtitlan en 1519. Francisco López de Gómara indica que la matanza de Cholula inició después de que Cortés apresara y asesinara a líderes cholultecas, desatando con este acto la matanza de 6000 personas en menos de dos horas.[cita requerida] Acorde con sus cartas de relación, Cortés afirma que tomó dicha decisión como una acción preventiva ante una posible emboscada por parte de 20 000 soldados mexicas.

## Antecedentes
Después de haberse entrevistado con los calpixques del huey tlatoani Moctezuma Xocoyotzin en San Juan de Ulúa, Cortés decidió marchar hacia la Ciudad de México-Tenochtitlan a pesar de los intentos de disuasión de los mexicas. En poco tiempo el conquistador se percató de que los pueblos sometidos por los mexicas y sus enemigos podrían ser grandes aliados para emprender la conquista de México. De tal forma que pronto pactó con los totonacas de Cempoala que eran tributarios sometidos y emprendió su marcha a la capital mexica, en la trayectoria se enfrentó brevemente a los tlaxcaltecas, que eran acérrimos enemigos de los mexicas. Durante su conflicto con los tlaxcaltecas, ocurrió un suceso que presenta grandes similitudes con la matanza de Cholula. Mientras acampaba en Tecoóac, llegaron a oídos de Cortés rumores de que una posible emboscada por parte de los tlaxcaltecas, debido a esto, Cortés tomó la decisión de mutilar a los 50 embajadores tlaxcaltecas que se encontraban en su campamento a manera de castigo por un ataque que nunca ocurrió. Después de algunos combates logró convencer a los tlaxcaltecas para formar una alianza y de esta manera vencer al estado mexica.
Estando aún reunidos Cortés y los gobernantes de Tlaxcala, llegaron mensajeros de Moctezuma con grandes regalos de oro y bellas mantas ornamentadas con finos plumajes para convencer a los españoles de desplazarse a Cholula, ciudad tributaria de los mexicas donde podrían ser hospedados bajo la protección del huey tlatoani, la intención velada de Moctezuma era evitar a toda costa la posible alianza de españoles y tlaxcaltecas. Fue demasiado tarde, Cortés ya había pactado firmemente con los gobernantes tlaxcaltecas Xicohténcatl Huehue (el viejo), Maxixcatzin, Citlalpopocatzin, Hueyolotzin y algunos otros que incluso habían sido bautizados a la fe cristiana, y habían regalado mujeres a los españoles como símbolo de amistad.
La ciudad de Cholula era un centro comercial importante que tenía múltiples recintos religiosos dedicados al dios Quetzalcóatl, deidad de gran importancia en el mundo Mesoamericano.
Es importante mencionar que los tlaxcaltecas y los cholultecas eran enemigos que habían estado envueltos en gran cantidad de conflictos por disputarse tierras o límites de sus señoríos, lo mismo que por el control del comercio, pero también porque los cholultecas eran aliados de los mexicas, y por lo mismo los auxiliaban en el sometimiento de diversos señoríos, lo que le daba privilegios a los cholultecas por parte de los mexicas, como el control del comercio, por estas razones los cholultecas se opondrían a permitir la entrada de los primeros a Cholula y evitar que los españoles avanzaran hacia Temixtitan con sus aliados tlaxcaltecas. 
De todo lo anterior fue informado Hernán Cortés, por lo que comisionó a Pedro de Alvarado y Bernardino Vázquez de Tapia para que se moviesen en avanzada hacia Tenochtitlan para reconocer el terreno e investigar la mejor ruta a la ciudad... Mientras Cortés y el resto de sus hombres, junto con sus aliados tlaxcaltecas y totonacas, prosiguieron su avance hacia Cholula, donde pese a todo fueron recibidos con aparente cordialidad por los señores Cholultecas. 
Así Pedro de Alvarado y Bernardino Vázquez de Tapia, con los hombres que les habían acompañado en su labor de espionaje,  se reunieron con Cortés en las inmediaciones de Cholula, en el campamento que habían instalado.

## Llegada a Cholula
Una pequeña comitiva cholulteca salió a recibir a las fuerzas de Cortés, entre ellos el tlaquiach y el tlachiac (nombres con los que se designaban a los principales gobernantes cuyo significado es el mayor de lo alto del suelo y el mayor de lo bajo del suelo). Después de presentar los acostumbrados regalos, se excusaron con Cortés por no haber asistido a Tlaxcala, debido a la rivalidad existente con dicho pueblo, por la misma razón dieron la bienvenida a los españoles y totonacas, pero pidieron que los tlaxcaltecas no entraran a la ciudad.
Cortés actuó de forma política y comprendiendo la petición de los cholultecas, ordenó a los tlaxcaltecas acampar fuera de la ciudad, solamente los españoles, totonacas y unos pocos tamemes tlaxcaltecas entraron a Cholula ante la mirada de expectación de sus habitantes. Cortés describió el sitio como una bellísima gran ciudad —similar a Venecia— con más de 20 000 casas, y 365 templos en su segunda carta de relación dirigida a Carlos I de España. (De aquí la leyenda que se relata hoy respecto a 365 iglesias en la ciudad).

## Teoría de la emboscada
De acuerdo a la crónica de Díaz del Castillo, Moctezuma había enviado un escuadrón de 20 000 guerreros mexicas a las proximidades de la ciudad para realizar una emboscada. La ciudad de Cholula era devota del dios Quetzalcóatl y se suponía que los cholultecas tomarían por sorpresa a una veintena de españoles para sacrificarlos en el teocalli o templo previamente, de acuerdo a los rituales de guerra. Estos planes fueron revelados indiscretamente por una mujer anciana a Malintzin; Malintzin informó inmediatamente a Cortés la situación.
Durante dos días los cholultecas se mostraron hospitalarios con los españoles a quienes además de hospedaje proveyeron de alimentación, pero al tercer día, los jefes cholultecas parecían rehuir el contacto con los europeos. Por otra parte, los totonacas avisaron a Cortés que habían detectado hoyos disimulados en las calles de la ciudad que pretendían servir de trampa a los caballos, y que se habían percatado del sacrificio de algunos niños a los dioses de la guerra, lo cual era un ritual acostumbrado que siempre precedía inequívocamente el inicio de las acciones bélicas.
Cortés alertó a sus hombres, y pidió el apoyo de 3000 tlaxcaltecas, por la noche deliberó la posibilidad de escapar a Huejotzingo, volver a Tlaxcala o iniciar una acción preventiva de ataque para tomar de sorpresa a los cholultecas; decidió por la última opción.

## Desarrollo de la matanza

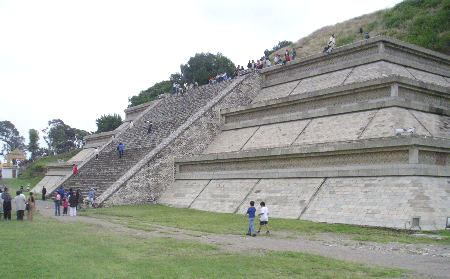
Porción restaurada de la antigua Pirámide de Quetzalcóatl

A la mañana siguiente, Cortés le dijo a los gobernantes y sacerdotes cholultecas que estaba enterado del complot y los puso bajo arresto. Después se disparó un tiro de escopeta al aire, lo cual fue la señal para el inicio de las hostilidades. Los españoles con arcabuces (antecesor del mosquete, más pesado y de recarga extremadamente lenta), ballestas y sus espadas tomaron desprevenidos a los cholultecas; los aliados tlaxcaltecas y totonacas (unos 3,000) arremetieron con una furia, matando a sus anfitriones por miles. Durante la matanza tuvieron lugar acciones de saqueo, violaciones y captura de esclavos. El plan resultó en la muerte de entre 4,000 y 6,000 cholultecas, un gran porcentaje de ellos civiles desarmados. Acorde a Díaz del Castillo, los cholultecas hablaban de ríos de sangre que corrían por la ciudad sagrada luego de la matanza. Adicionalmente, es importante señalar que el cronista nunca hace mención a ningún enfrentamiento con los cholultecas o reporta número alguno de muertos entre las tropas españolas y tlaxcaltecas.
La violencia en la ciudad se prolongó por entre 3 o 4 días y, de manera similar a lo ocurrido anteriormente con los embajadores tlaxcaltecas, Cortés obtuvo una confesión de la supuesta traición de los cholultecas por medio de la tortura de los sobrevivientes, con lo cual dichos testimonios no pueden ser considerados como pruebas verídicas de la existencia de alguna emboscada. Al finalizar la matanza, Cortés obligó a los líderes cholultecas sobrevivientes a pedirle perdón por la emboscada nunca realizada y forzó a la población que había escapado de la ciudad a volver a ella para repoblarla "de mujeres y niños muy seguros, como si cosa alguna de lo pasado no hubiera acaecido".
Cortés pudo actuar de forma contundente gracias a sus aliados tlaxcaltecas y totonacas, los cuales suponían el grueso de sus tropas, ya que apenas contaba con unas decenas de soldados españoles. Cortes justificó la acción ante los embajadores de Moctezuma, debido al cambio de bando de los cholultecas, a quienes acusó de traidores contra los que tuvo que tomar represalias, al descubrir la emboscada pretendida. Desde Tenochtitlan, Moctezuma siguió enviando mensajeros con valiosos regalos de oro con la intención de disuadir el avance de los españoles, lo cual solo fue un aliciente para despertar la ambición en ellos. Después de un total de catorce días de estancia en Cholula, el contingente español continuó su marcha hacia México-Tenochtitlan.

## Controversia

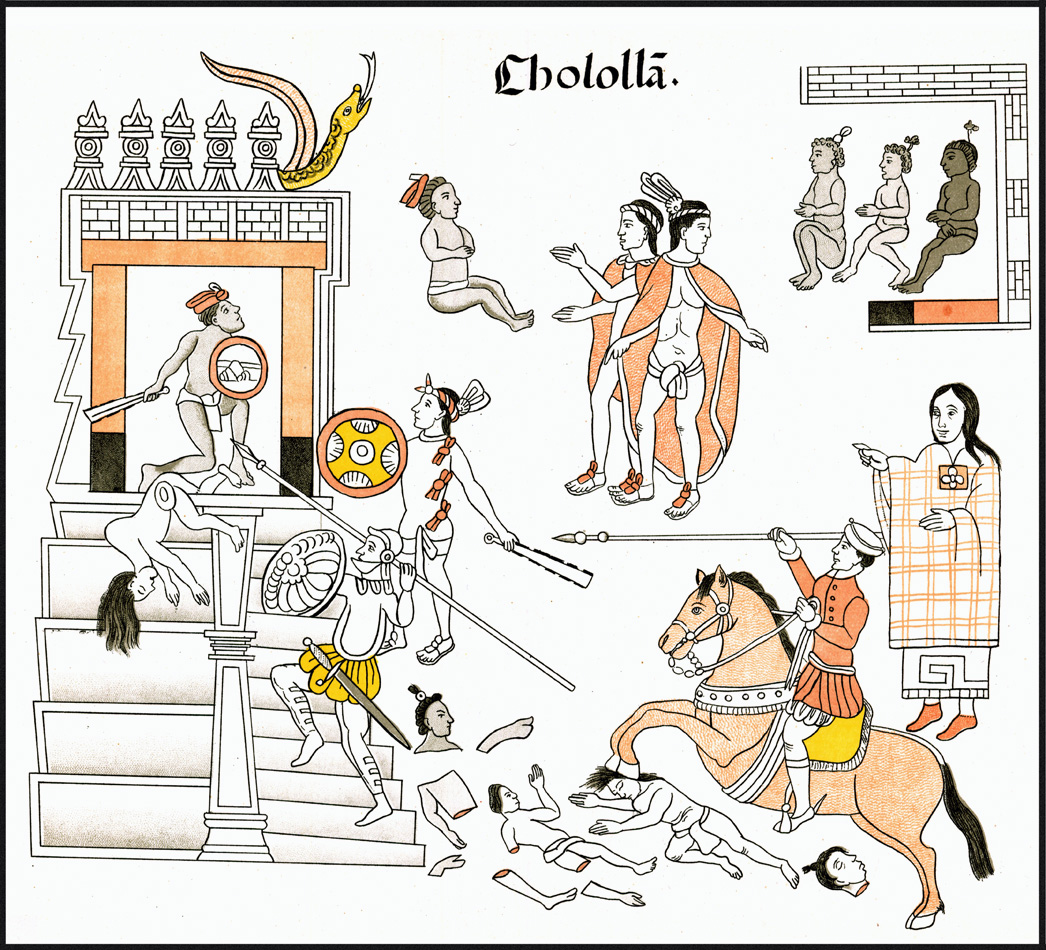
Matanza de Cholula por conquistadores españoles en 1519. Descrita por sus aliados tlaxcaltecas. Reproducción de 1773 del original de 1581 del Lienzo de Tlaxcala.

Años más tarde esta acción militar fue severamente criticada como innecesaria e injustificada por parte de fray Bartolomé de las Casas y fray Toribio de Benavente. Las crónicas más cercanas a los hechos nos han llegado de la siguiente manera:

Y así por esto como por las señales que para ello veía, acordé de prevenir antes de ser prevenido, e hice llamar a algunos de los señores de la ciudad diciendo que les quería hablar, y metilos en una sala, y en tanto hice que la gente de los nuestros estuviese apercibida, y que en soltando una escopeta diesen en mucha cantidad de indios que había junto al aposento y muchos dentro en él. Así se hizo, que después que tuve los señores dentro en aquella sala, déjelos atando, y cabalgué, e hice soltar la escopeta y démosles tal mano, que en pocas horas murieron más de tres mil hombres. Y porque nuestra majestad vea cuan apercibidos estaban, antes que yo saliese de nuestro aposento tenían todas las calles tomadas y toda la gente a punto, aunque como los tomamos de sobresalto fueron buenos en desbaratar, mayormente que les faltaban los caudillos porque los tenía presos e hice poner fuego a algunas torres y casas fuertes donde se defendían y nos ofendían, y así anduve por la ciudad peleando, dejando buen recaudo el aposento, que era muy fuerte, bien cinco horas, hastíe que eché toda la gente fuera de la ciudad por muchas partes de ella, porque me ayudaban bien cinco mil indios de Tascaltecatl y otros cuatrocientos de Cempoal.

Vuelto al aposento, hablé con aquellos señores que tenía presos y les pregunté qué era la causa que me querían matar a traición, y ellos me respondieron que no tenían culpa porque los de Culúa que son los vasallos de Mutezuma, los habían puesto en ello, y que el dicho Mutezuma tenía allí en tal parte, que, según después pareció, seria legua y media, cincuenta mil hombres en guarnición para lo caer, pero que ya conocían cómo habían sido engañados, que soltase uno o dos de ellos y que harían recoger la gente de la ciudad y tornar a ella todas las mujeres y niños y ropa que tenían fuera, y que me rogaban que aquel yerro les perdonase, que ellos me certificaban que de allí adelante nadie les engañaría y serían muy ciertos y leales vasallos de vuestra alteza y mis amigos. Después de les haber hablado muchas cosas acerca de su yerro, solté dos de ellos, y otro día siguiente estaba toda la ciudad poblada llena de mujeres y niños muy seguros, como si cosa alguna de lo pasado no hubiera acaecido
1520, Hernán Cortés

Mandó matar a algunos de aquellos capitanes, y los demás los dejó atados. Hizo disparar la escopeta, que era la señal, y arremetieron con gran ímpetu y enojo todos los españoles y sus amigos a los del pueblo. Hicieron conforme al apuro en que estaban, y en dos horas mataron más de seis mil. Mandó Cortés que no matasen niños ni mujeres. Pelearon cinco horas, porque, como los del pueblo estaban armados y las calles con barreras, tuvieron defensa. Quemaron todas las casas y torres que hacían resistencia. Echaron fuera toda la vecindad; quedaron teñidos en sangre. No pisaban más que cuerpos muertos. Se subieron a la torre mayor, que tiene ciento veinte gradas, hasta veinte caballeros, con muchos sacerdotes del mismo templo; los cuales con flechas y cantos hicieron mucho daño. Fueron requeridos, pero no se rindieron, y así, se quemaron con el fuego que les prendieron, quejándose de sus dioses cuán mal lo hacían en no ayudarlos ni defendiendo su ciudad y santuario. Se saqueó la ciudad. Los nuestros tomaron el despojo de oro, plata y pluma, y los indios amigos mucha ropa y sal, que era lo que más deseaban, y destruyeron cuanto les fue posible, hasta que Cortés mandó que cesasen. Aquellos capitanes que estaban presos, viendo la destrucción y matanza de su ciudad, vecinos y parientes, rogaron con muchas lágrimas a Cortés que soltase a alguno de ellos, para ver qué habían hecho sus dioses de la gente menuda; y que perdonase a los que quedaban vivos, para volverse a sus casas, pues no tenían tanta culpa de su daño como Moctezuma, que los sobornó.
1552, López de Gómara

Y fue acordado que, blanda y amorosamente, enviásemos a decir al gran Montezuma que para cumplir a lo que nuestro rey e señor nos envió a estas partes, e hemos pasado muchos mares e remotas tierras solamente para le ver e decille cosas que le serán muy provechosas desque las haya ententido. Que viniendo que veníamos camino de su cibdad, porque sus embajadores nos encaminaron por Chulula, que dijeron que eran sus vasallos, e que dos días, los primeros que en ella entramos, nos recibieron muy bien, e para otro día tenían ordenada una traición con pensamiento de nos matar.[...]Entonces les dijo Cortés que tales traiciones como aquellas que mandan las leyes reales que no queden sin castigo, e que por su delito que han de morir. E luego mandó soltar una escopeta, que era la señal que teníamos apercebida para aquel efeto, y se les dio una mano que se les acordará para siempre, porque matamos muchos dellos, que no les aprovechó las promesas de sus falsos ídolos. Y no tardaron dos horas cuando llegaron allí nuestros amigos los tascaltecas que dejamos en el campo, como ya he dicho otra vez, y pelean muy fuertemente en las calles, donde los chulultecas tenían otras capitanías defendiéndolas, porque no les entrásemos, y de presto fueron desbaratadas. Iban por la cibdad robando y cativando, que no les podíamos detener. Y otro día vinieron otras capitanías de las poblazones de Tascala y les hacen grandes daños, porque estaban muy mal con los de Cholula. Y desque aquello vimos, ansí Cortés y los demás capitanes y soldados, por mancilla que hubimos dellos, detuvimos a los tascaltecas, que no hiciesen más mal. Y Cortés mandó a Cristóbal de Olí que le trujese todos los capitanes de Tascala para les hablar, y no tardaron de venir, y les mandó que recogiesen toda su gente y que se estuviesen en el campo, y ansí lo hicieron, que no quedaron con nosotros sino los de Cempoal. Y en aqueste instante vinieron ciertos caciques y papas chulultecas que eran de otros barrios, que no se hallaron en las traiciones, según ellos decían (que como es gran cibdad, era bando y parcialidad por sí), y rogaron a Cortés y a todos nosotros que perdonásemos el enojo de las traiciones que nos tenían ordenado, pues los traidores habían pagado con las vidas. Y luego vinieron los dos papas amigos nuestros que nos descubrieron el secreto y la vieja mujer del capitán que quería ser suegra de doña Marina, como ya he dicho otra vez, y todos rogaron a Cortés fuesen perdonados. Y Cortés, cuando se lo decían, mostró tener gran enojo y mandó llamar a los embajadores de Montezuma, que estaban detenidos en nuestra compañía, y dijo que puesto que toda aquella cibdad merecía ser asolada, que, teniendo respeto a su señor Montezuma, cuyos vasallos son, los perdona, e que de ahí en adelante que sean buenos y no les acontezca otra como la pasada, que morirán por ello. E luego mandó llamar los caciques de Tascala que estaban en el campo e les dijo que volviesen los hombres y mujeres que habían cautivado, que bastaban los males que habían hecho. E puesto que se les hacía de mal devolvellos e decían que de muchos más daños eran merecedores por las traiciones que siempre de aquella cibdad han rescibido, y que, por mandallo Cortés, volvieron muchas personas; mas ellos quedaron desta vez ricos, ansí de oro e mantas e algodón e sal e esclavos.

Y demás desto, Cortés los hizo amigos con los de Cholula, que, a lo que yo después vi e entendí, jamás quebraron las amistades. E más les mandó a todos los papas e caciques cholutecas: que poblasen su cibdad e que hiciesen tianguez y mercado, y que no hobiesen temor, que no se les haría enojo ninguno. Respondieron que dentro en cinco días harían poblar toda la cibdad, porque en aquella sazón todos los más vecinos estaban remontados, e dijeron que tenían nescesidad que Cortés les nombrase cacique, porque el que solían mandar que fue uno de los que murieron en el patio.[...]Ya creo que estarán hastos los curiosos letores de oír esta relación de Cholula; ya quisiera habelal acabado de escrebir, y no puedo dejar de traer aquí a la memoria las redes de maderos gruesas que en ella hallamos, que estaban llenas de indios y muchachos a cebo, para sacrificar y comer sus carnes, las cuales redes quebramos, y los indios que en ellas estaban presos les mandó Cortés que se fuesen a donde eran naturales, y con amenazas mandó a los caciques y capitanes y papas de aquella cibdad que no tuviesen más indios de aquella manera ni comiesen carne humana, y ansí lo prometieron; mas ¡qué aprovechaba aquellos prometimientos, que no lo cumplían!

Pasemos ya adelante y digamos que aquéstas fueron las grandes crueldades que escribe y nunca acaba de decir el obispo de Chiapa, fray Bartolomé de las Casas, porque afirma que sin causa ninguna, sino por nuestro pasatiempo y porque se nos antojó, se hizo aquel castigo, y aun dícelo de arte en su libro a quien no lo vio ni lo sabe, que les hará creer que es ansí aquello e otras crueldades que escribe, siendo todo al revés, e no pasó como lo escribe. Miren los religiosos de la orden de señor Santo Domingo lo que leen en lo que ha escrito, y hallarán ser muy contrario lo uno de lo otro. Y también quiero decir que unos buenos religiosos franciscos, que fueron los primeros frailes que Su Majestad envió a esta Nueva España después de ganado México, según adelante diré, fueron a Cholula para saber e inquirir cómo y de qué manera pasó aquel castigo y porqué causa, e la pesquisa que hiciron fue con los mesmos papas e viejos de aquella cibdad; y después de bien informados dellos mismo, hallaron ser ni más ni menos que en esta mi relación escribo, y no como lo dice el obispo. Y si por ventura no se hiciera aquel castigo, nuestras vidas estaban en mucho peligro, según los escuadrones y capitanías que tenían de guerreros mexicanos y de Cholula, e albarradas e pertrechos.
1568, Bernal Díaz del Castillo, Soldado de Cortés que participó directamente en la campaña, extraido de su "Historia verdadera de la Conquista de la Nueva España"

..Pero los de Tlaxcala ha tiempo están de guerra, ven con enojo, ven con mala alma, están a disgusto, se les arde el alma contra los de Cholula. Ésta fue la razón de que le dieran hablillas (al conquistador) para que acabaran con ellos.

Le dijeron: Es un gran perverso nuestro enemigo el de Cholula. Tan valiente como el mexicano. Es amigo del mexicano. Pues cuando esto oyeron los españoles, luego se fueron a Cholula. Los fueron llevando los de Tlaxcala, y los de Cempoala. Estaban todos en son de guerra. Cuando se hubo llegado, se dieron gritos, se hizo pregón: Han de venir todos los nobles, los señores, los capitanes, los guías y también los hombres del pueblo. Hubo reunión en el atrio del dios.

Pues cuando todos se hubieron reunido, luego se cerraron las entradas por todos los sitios donde había entrada. En el momento hay acuchillamiento, hay muertes, hay golpes, ¡Nada en su corazón tenían los de Cholula!. No con espadas, no con escudos hicieron frente a los españoles. No más con perfidia fueron muertos, no más como ciegos murieron, no más sin saberlo murieron. No fue más con insidias, se les echaron encima los de Tlaxcala.
1569, Versión náhuatl de Bernardino de Sahagún

La primera entrada que se hizo fue por la parte de Cholula, donde gobernaban *y reinaban* dos Señores que se llamaban Tlaquiach y Ttalchiac, que siempre los que en este mando sucedían eran llamados de este nombre, que quiere decir el mayor de lo alto y el mayor de lo bajo del suelo. Entrados pues por la provincia de Cholula, en muy breve tiempo fue destruida por muy grandes ocasiones que para ello dieron y causaron los naturales de aquella ciudad, la cual destruida y muerta en esta entrada gran muchedumbre de cholultecas, corrió la fama por toda la tierra hasta México, donde puso horrible espanto, y más en ver y entender que los tlaxcaltecas se habían confederado con los dioses, que así generalmente eran llamados los nuestros en toda la tierra de este Nuevo Mundo, sin poderles dar otro nombre. Tenían tanta confianza los cholultecas en su ídolo Quetzalcohuatl, que entendieron que no había poder humano que los pudiese conquistar ni ofender, antes acabar a los nuestros en breve tiempo, lo uno porque eran pocos, y lo otro porque los tlaxcaltecas los habían traído allí por engaño a que ellos los acabaran, pues confiaban tanto en su ídolo, que creían que con rayo y fuego *del cielo* los habían de consumir y acabar y anegar con aguas:.(sic)..Estas y otras cosas semejantes decían, porque tenían entendido que en efecto se habían de abrasar con rayos de fuego que del cielo habían de caer sobre ellos, y que de los mismos templos de sus ídolos habían de salir y manar ríos caudalosos de agua para los anegar, así a los de Tlaxcala como a los nuestros, que no poco temor y espanto causaba a los amigos tlaxcaltecas creyendo que sucediese así como decían los cholultecas. Decían, especialmente los pregoneros del templo de Quetzalcohuatl, todo esto que así lo publicaban; mas visto por nuestros tlaxcaltecas que nuestros españoles apellidaban a Santiago, y comenzaban a quemar los españoles los templos de los ídolos y a derribarlos por los suelos, profanándolos con gran determinación, y como no veían que hacían nada, ni caían rayos, ni salían ríos de agua, entendieron la burlería y cayeron en la cuenta de cómo era todo falsedad y mentira, tornaron así cobrando tanto ánimo, que como dejamos referido, hubo en esta ciudad tan gran matanza y estrago, que no se puede imaginar; de donde nuestros amigos quedaron muy enterados del valor de nuestros españoles, y desde allí en adelante no estimaban acometer mayores cosas, todo guiado por orden divina, que era Nuestro Señor servido que esta tierra se ganase y rescatase y saliese del poder del demonio
1585, Diego Muñoz Camargo